# امی کامازاکی
امی کامازاکی (انگلیسی: Ami Yamazaki؛ زاده ۱۸ ژوئیهٔ ۱۹۸۰) یک بازیگر پورنوگرافی اهل ژاپن است.